# Stelis ashmeadiellae
Stelis ashmeadiellae är en biart som beskrevs av Timberlake 1941. Stelis ashmeadiellae ingår i släktet pansarbin, och familjen buksamlarbin. Inga underarter finns listade i Catalogue of Life.